# Mononeurite multipla
La mononeurite multipla o mononevrite a sedi multiple o mononeuropatia multipla è una neuropatia periferica sensoriale e motoria, asimmetrica e che coinvolge un danno isolato ad almeno 2 aree nervose separate. Comporta il malfunzionamento simultaneo o sequenziale dei nervi interessati causando vari sintomi o disturbi sensoriali, motori o funzionali: dolore, paraestesia, debolezza, paralisi flaccida e atrofia dei muscoli innervati dal nervo offeso, abolizione dei riflessi tendinei, disturbi vasomotori, secretori e trofici. Possono essere colpiti più nervi in aree casuali del corpo. Man mano che la condizione peggiora, può diventare più simmetrica, più simile ad una polineuropatia. Se un numero sufficiente di nervi è affetto da lesioni focali, questa condizione può simulare una neuropatia diffusa. Tuttavia, la storia clinica può rivelare l'insorgenza discreta di ogni singola compromissione nervosa. Le sindromi della mononeuropatia multipla possono essere distribuite bilateralmente, distalmente e prossimalmente in tutto il corpo.
La mononeurite multipla è in realtà un gruppo eterogeneo di disturbi dei nervi periferici, quindi non una vera entità di malattia distinta. Le cause sono multifattoriali e possono essere collegate a una varietà di disturbi metabolici, infettivi, reumatologici, ematologici e maligni come i seguenti: diabete mellito, vasculite, amiloidosi, leucemia, linfoma, poliarterite nodosa, artrite reumatoide, lupus eritematoso sistemico, sindromi paraneoplastiche.

## Fisiopatologia ed eziologia
Il danno ai nervi comporta la compromissione dell'assone e quindi interferisce con la conduzione nervosa. Le cause comuni di danno includono una mancanza di ossigeno dovuta alla diminuzione del flusso sanguigno o all'infiammazione dei vasi sanguigni che causa la distruzione della parete del vaso e l'occlusione del lume dei vasi delle piccole arterie epineuriali.
La mononeurite multipla può avere una associazione causale con molte condizioni diverse, la più comune delle quali è il diabete, anche se questo causa più frequentemente una polineuropatia.
| Condizioni associate causalmente alla mononeurite multipla | Condizioni associate causalmente alla mononeurite multipla |
| ---------------------------------------------------------- | --- |
| infezioni                                                  | malattia di Lyme, lebbra, epatite virale acuta A, epatite B, epatite C, infezione acuta da parvovirus B-19, Infezione da virus Herpes simplex, infezione da AIDS e HIV.                                                      |
| disturbi reumatologici                                     | granulomatosi di Wegener, sindrome di Henoch-Schönlein, sindrome di Sjögren, malattia di Behçet, arterite temporale (a cellule giganti), lupus eritematoso sistemico, artrite reumatoide, poliarterite nodosa, sclerodermia. |
| condizioni croniche                                        | diabete mellito, amiloidosi, neurosarcoidosi, celiachia |
| condizioni correlate a cancro o tumore                     | malattia del trapianto contro l'ospite Invasione tumorale con diffusione intraneurale: linfoma, leucemia a cellule B tumore carcinoide, carcinoma polmonare a piccole cellule.                                               |
| condizioni ematologiche                                    | sindrome di Churg-Strauss, ipereosinofilia, crioglobulinemia, neurite periferica correlata all'atopiaporpora trombocitopenica idiopatica.                                                                                    |
| condizioni varie                                           | angioite da anfetamine, annusare benzina, solventi o sostanze con idrocarburi aromatici, neuropatie a compressione multipla                                                                                                  |

Le persone con una sola occorrenza di mononeurite multipla sono più inclini a una recidiva. La mononeurite multipla può peggiorare progressivamente nel tempo. Circa il 33% dei casi ha origine da cause non identificabili. La mononeurite multipla è solitamente una neuropatia dipendente dalla lunghezza del nervo. Sarebbero più frequentemente colpiti i nervi più lunghi degli arti inferiori, inclusi il nervo peroneo e il nervo surale (più dell'80% dei casi), seguito dal nervo tibiale (dal 38% al 50%) e quindi dai nervi dell'estremità superiore, compreso il nervo ulnare (35%), nervo mediano (35%) e nervo radiale (dal 25% al 40%).
Di alcune mononeuriti multiple, come ad esempio la mononeurite multipla con predilezione brachiale, esistono forme ereditarie associate a specifiche mutazioni genetiche.

## Epidemiologia
L'effettiva incidenza della mononeurite multipla non è nota a causa dell'ampia varietà delle eziologie che possono portare a questo disturbo. Il processo della malattia primaria spesso è così dominante che i sintomi della mononeurite multipla sono semplicemente attribuiti alla malattia primaria e rimangono non diagnosticati.
L'età di insorgenza della mononeurite multipla dipende dall'età del paziente al momento della comparsa del processo patologico associato. Per ragioni sconosciute, tuttavia, questa condizione tende a verificarsi nei pazienti più anziani con diabete relativamente lieve o non riconosciuto.

## Clinica
Una storia medica dettagliata e completa è di vitale importanza per determinare la possibile causa sottostante della mononeurite multipla. Il dolore spesso inizia nella parte bassa della schiena o nell'anca e si diffonde alla coscia e al ginocchio su un lato. Il dolore di solito è caratterizzato come profondo e doloroso, con colpi lancinanti sovrapposti che sono più gravi di notte. Gli individui con diabete presentano tipicamente l'insorgenza acuta di un forte dolore unilaterale alla coscia che è seguito rapidamente da debolezza e atrofia dei muscoli anteriori della coscia e perdita del riflesso del ginocchio. Altri possibili sintomi che possono essere riportati dal paziente includono: intorpidimento, formicolio, sensazioni anormali, dolore bruciante, disestesia, difficoltà a muovere una parte del corpo, paralisi, mancanza di movimento controllato di una parte del corpo, incontinenza.
La perdita di sensibilità e movimento può essere associata a disfunzione di nervi specifici. L'esame rivela la conservazione dei riflessi e una buona forza, tranne nelle regioni che sono state più profondamente colpite. Alcuni risultati comuni della mononeurite multipla sono la disfunzione: del nervo sciatico, del nervo femorale, del nervo peroneo, del nervo ascellare, del nervo radiale, del nervo mediano, del nervo ulnare, del nervo peroneo e della parte del sistema nervoso che controlla le funzioni corporee involontarie, come le ghiandole, i vasi sanguigni e il cuore.

## Diagnosi
Il medico pone la diagnosi di mononeuropatia multipla in base ai sintomi e ai risultati dell’esame obiettivo, ma vengono effettuati solitamente un’elettromiografia ed esami di conduzione nervosa allo scopo di confermare la diagnosi, individuare i nervi danneggiati, determinare la gravità del danno.
Possono essere eseguiti degli esami del sangue per identificare un disturbo che causa la mononeuropatia multipla.
In alcuni casi, una biopsia nervosa può essere appropriata per determinare la causa sottostante della mononeurite multipla. Un pattern di vasculite necrotizzante delle arterie epineurali può essere osservato nella mononeurite correlata all'HIV.
Alcuni studi hanno indicato che la combinazione di una biopsia del nervo con una biopsia muscolare può aiutare i medici a diagnosticare meglio la vasculite del nervo periferico, perché sembra che in molti casi gli individui con vasculite del nervo periferico abbiano anche vasculite nel muscolo striato.

### Diagnosi differenziali
La diagnosi differenziale si pone con sindrome compartimentale acuta, poliomielite acuta, neuropatia alcolica, neurite brachiale, sindrome da dolore cronico, plessopatia lombosacrale diabetica, neuropatia diabetica, sindrome di Guillain Barre, malattia di Charcot-Marie-Tooth.

### Studi elettrodiagnostici
Gli studi sulla conduzione nervosa sensoriale (NCS) mostrano anomalie di ampiezza ridotta in presenza di interruzione assonale. L'esame obiettivo e l'anamnesi dirigono l'esame elettromiografico. Le NCS sensoriali sono oltre l'intervallo di riferimento per l'ampiezza e / o la latenza solo se una percentuale abbastanza grande degli assoni sensoriali è danneggiata. Una lesione che elimina la conduzione in meno del 10% degli assoni sensoriali produce una perdita di ampiezza che potrebbe non essere rilevabile. Le latenze del riflesso H possono essere prolungate o assenti nella mononeurite multipla. Tuttavia, il riflesso H è tipicamente eseguito solo nei nervi tibiali, limitando la sua utilità nello studio della mononeurite multipla.
Gli studi di conduzione nervosa motoria mostrano anomalie simili a quelle osservate nelle polineuropatie assonali, ad eccezione della distribuzione anatomica. Si vedrà una riduzione delle ampiezze del potenziale di azione motoria e minime alterazioni nella velocità di conduzione nervosa.
La velocità può essere leggermente ridotta rispetto all'intervallo di riferimento, ma di solito non scende al di sotto del 70-80% del limite inferiore dell'intervallo di riferimento. I risultati anormali dipendono direttamente dalla gravità e dall'aggressività della malattia sottostante. Se c'è una denervazione significativa, si può osservare un decremento dell'ampiezza motoria.
Il medico deve integrare i sintomi, i segni e la valutazione clinica del paziente quando prende in considerazione il trattamento del dolore neuropatico nella mononeurite multipla. La riduzione dell'infiammazione intorno all'epinevrio è l'obiettivo principale del trattamento. Ulteriori trattamenti mirano a trattare la causa primaria e / o la sintomatologia associata.

## Trattamento
Il medico deve cercare di chiarire la causa sottostante la mononeurite multipla e iniziare un trattamento appropriato secondo i protocolli stabiliti per la specifica condizione. Mentre la terapia mira a tenere sotto controllo i sintomi della mononeurite multipla, è possibile il pieno recupero se la causa sottostante può essere identificata e trattata.
Per la causa più comune di mononeurite multipla, la vasculite, che può essere fatale se non trattata, e altre neuropatie del sistema vascolare, il trattamento più comunemente eseguito con metilprednisolone somministrato per via endovenosa, corticosteroidi somministrati per via orale e ciclofosfamide somministrata per via orale.
La ciclofosfamide e l'azatioprina somministrate per via orale possono essere utilizzate quando la mononeurite multipla è cronica. In alcune forme di mononeurite multipla, la plasmaferesia e la somministrazione di immunoglobuline per via endovenosa possono essere un metodo di trattamento efficace.

### Fisioterapia
La terapia fisica (TF) può essere raccomandata per i pazienti con mononeurite multipla, con il trattamento specifico generalmente a seconda del sito coinvolto. La TF può aiutare a prevenire le contratture e mantenere la forza attraverso la gamma attiva di movimento e esercizi di rafforzamento, a seconda dei casi. Il fisioterapista può assistere il paziente con problemi di posizionamento e consigliare tutori o tutori (statici e funzionali) per aumentare la sua indipendenza con la mobilità.
I pazienti con mononeurite multipla spesso mostrano problemi con una sensazione ridotta e richiedono istruzioni per migliorare la loro consapevolezza della sicurezza. In alcuni casi, un'unità di stimolazione elettrica nervosa transcutanea (TENS) può essere raccomandata per il controllo del dolore nei pazienti con questa condizione. Il fisioterapista può istruire il paziente nella configurazione e nell'utilizzo appropriato dell'unità.

### Terapia occupazionale
La terapia occupazionale è diretta a mantenere l'indipendenza funzionale nei pazienti con mononeurite multipla. Questa formazione può includere l'istruzione del paziente nell'uso di tecniche adattive per le attività della vita quotidiana (AVQ). Le maniglie costruite sugli utensili per mangiare e gli ausili adattivi (p. Es., Calzascarpe lunghi, reachers) possono essere utilizzati per aiutare il paziente a eseguire AVQ come vestirsi e mangiare. Potrebbe essere necessario che il fisioterapista e / o il terapista occupazionale completino un'analisi del luogo di lavoro per garantire la sicurezza sul lavoro. La terapia può includere una formazione specifica per il lavoro per quegli individui che potrebbero trarne beneficio.

## Prognosi
Se la causa della mononeurite multipla viene identificata precocemente e trattata con successo, è possibile il pieno recupero, sebbene possano essere necessari mesi o anni. La stessa sindrome ha la tendenza a ripresentarsi dopo un intervallo di mesi o anni.
L'entità della disabilità varia, da nessuna disabilità alla perdita parziale o completa della funzione e del movimento. Le complicazioni nella mononeurite multipla includono quanto segue:
- Lesioni ricorrenti o inosservate a qualsiasi parte del corpo
- Deformità
- Atrofia
- Disturbi delle funzioni degli organi che sono controllati autonomamente (p. Es., Cardiaco, gastrico, vescica)
- Diminuzione dell'autostima e diminuzione dell'interazione sociale a causa dell'incapacità di partecipare alle attività a causa del dolore o della mancanza di coordinamento
- Problemi di relazione associati all'impotenza